# مارتي كالاغان
مارتي كالاغان (بالإنجليزية: Marty Callaghan)‏ هو لاعب كرة قاعدة أمريكي، ولد في 9 يونيو 1900 في نوروود في الولايات المتحدة، وتوفي في 23 يونيو 1975 في نورفولك في الولايات المتحدة.

## وصلات خارجية
- مارتي كالاغان على موقعبيزبول رفرنس.كوم (الدوري الرئيسي) (الإنجليزية)